# Verbiv, Pidhaiți
Verbiv (în ucraineană Вербів) este o comună în raionul Pidhaiți, regiunea Ternopil, Ucraina, formată numai din satul de reședință.

## Demografie
Componența lingvistică a comunei Verbiv
     Ucraineană (99,9%)
     Alte limbi (0,1%)
Conform recensământului din 2001, majoritatea populației comunei Verbiv era vorbitoare de ucraineană (99,9%), existând în minoritate și vorbitori de alte limbi.